# 穴新雀鯛
穴新雀鯛（學名：Neopomacentrus metallicus），是輻鰭魚綱鱸形目雀鯛科新雀鯛屬的其中一種，分布於中西太平洋斐濟、東加及美屬薩摩亞海域，深度2至10公尺，本魚體呈橢圓形且側扁，吻短且圓鈍，具頷齒，體被櫛鱗，尾鰭深叉形，上下葉延伸呈絲狀，體色鐵灰色，魚鱗及魚鰭具有亮藍色小點，胸鰭基部有一亮藍色圓斑，背鰭硬棘13枚、背鰭軟條10-11枚、臀鰭硬棘2枚、臀鰭軟條10-11枚，體長可達6公分，棲息在珊瑚礁坡，成群活動，以浮游生物為食，繁殖期時成對出現，雄魚會守護卵直到孵化，生活習性不明。